# Romolo Buni
Romolo Buni (Milano, 18 maggio 1871 – Milano, 14 maggio 1939) è stato un pistard e dirigente sportivo italiano.

## Biografia
Milanese di Porta Lodovica, nipote di un costruttore di velocipedi, cominciò a gareggiare nel ciclismo all'età di 13 anni.
Nell'ultimo decennio del XIX secolo fu un pistard di successo, venendo soprannominato "Il Piccolo Diavolo Nero". Nel 1893 a Milano batté i campioni francesi Paul Medinger e Georges Cassignard in una sfida all'Arena Civica; nello stesso anno ad Alessandria fu vice-campione italiano di velocità per professionisti, battuto dal solo Adolfo Ruscelli. Nel marzo dell'anno dopo al Trotter di Milano in via Doria sfidò un sedicente Buffalo Bill (in realtà un sosia) in una celebre sfida bicicletta-cavallo: vinse il cavaliere, al termine di una gara di tre giorni e undici prove.
Il 16 gennaio 1902 fu, insieme a Gilberto Marley, uno dei fondatori dell'US Milanese, attiva nel ciclismo prima e poi anche nel calcio, reggendone per sette anni la presidenza. Nel novembre 1905 diede il via alla prima edizione del Giro di Lombardia. Nel 1907 donò alla Federazione Italiana del Football una Coppa, la Coppa Romolo Buni, che fu assegnata alla squadra vincitrice nei Campionati italiani di Prima Categoria 1908 e 1909 (quest'ultimo poi disconosciuto dalla stessa F.I.F. a favore del Campionato federale 1909). Celebre personaggio del ciclismo di quegli anni, nel 1909, da quattro anni inattivo, fu invitato da Armando Cougnet a prendere il via al primo Giro d'Italia su strada: Buni accolse l'invito, ma si ritirò nel corso della seconda tappa.
Alla sua morte, dovuta ai postumi di un incidente d'auto, fu notevole il necrologio attribuitogli da La Gazzetta dello Sport.